# Дюльберчик
Дюльберчик — особняк постройки начала XX века в Мисхоре, построенный для Л. Я. Таубера и снесённый на рубеже 1970—1980 годов.

## Дача Дюльберчик
7 сентября 1901 года коллежский секретарь, профессор Харьковского университета Леонид Яковлевич Таубер взял в аренду у владельца Нового Мисхора Павла Петровича Шувалова дачный участок № 13 площадью 680 квадратных саженей (примерно 40 соток). Вскоре профессор построил на участке особняк в романтическом неомавританском стиле, который назвал «Дюльберчик» (от крымскотатарского «дюльберчик» (крымскотат. dülberçik) — «красивенький») — своего рода копию дворца Дюльбер, построенного ранее невдалеке архитектором Н. П. Красновым. Хорошо видимая с моря, дача стала своего рода символом Нового Мисхора, её самым узнаваемым зданием. На участке у дачи был устроен небольшой фигурный бассейн с декоративным крокодилом, над морем построена «висящая» беседка. В Статистическом справочнике Таврической губернии, 1915 год, при деревне Мисхор Дерекойской волости Ялтинского уезда, числилась дача Таубера с участком 0,28 десятины.

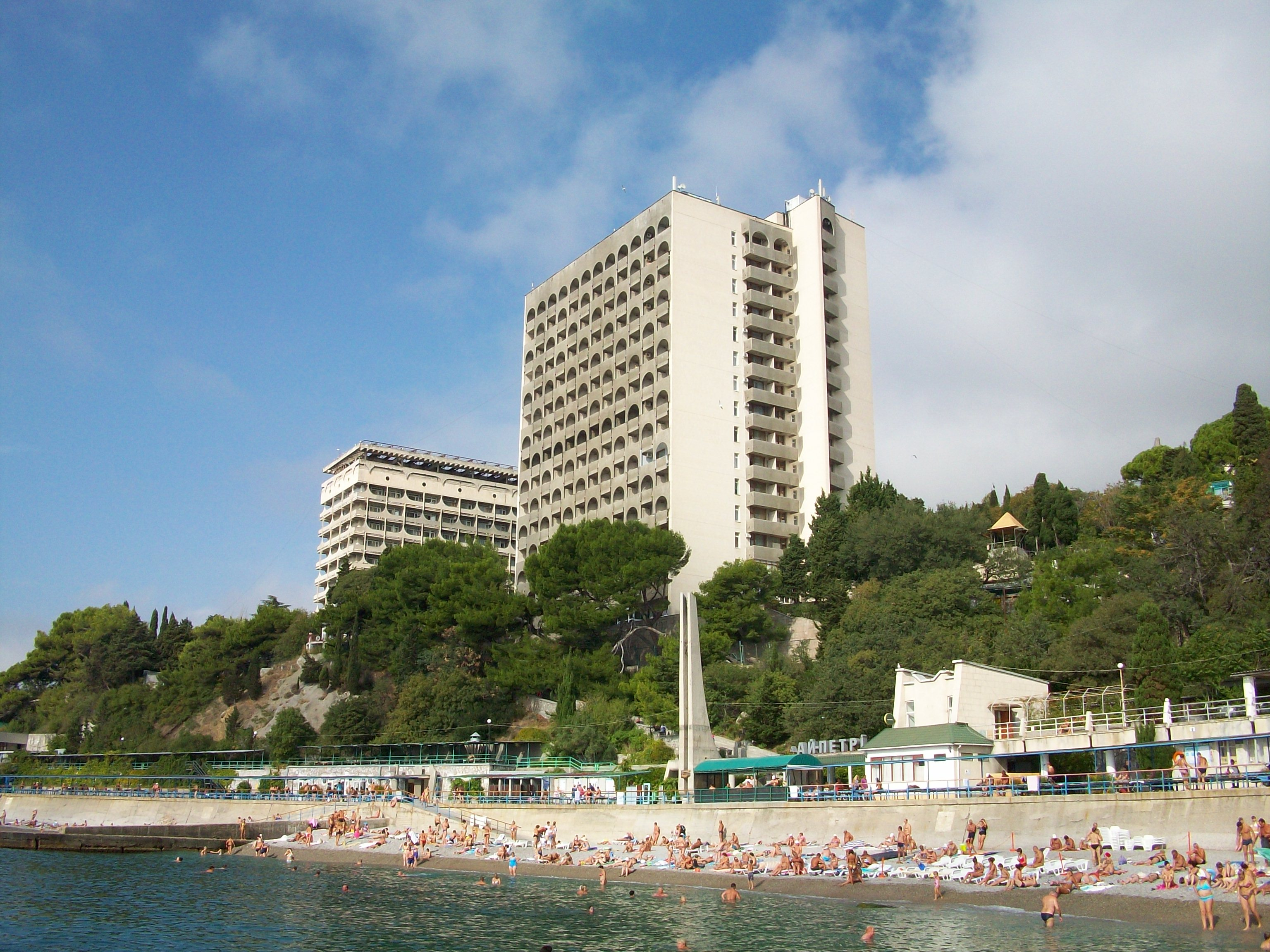
Корпус санатория Ай-Петри на месте дачи.

## После революции
После окончательного установления в Крыму советской власти, 16 декабря 1920 года приказом председателя Революционного комитета Крыма были изъяты «из частного владения как разных ведомств, так и частных лиц все имения Южного берега Крыма в районе от Судака до Севастополя включительно» и передавались в ведение специально созданного Управления Южсовхоза. 1 июня 1923 года организуется курпансион «Группа дач Мисхора», в который включили и Дюльберчик. В октябре 1928 года курпансион становится санаторной группой «Коммунары». Иван Иванович Пузанов в путеводителе «Крым» 1929 года упоминал усадьбу: «…посёлок Новый Мисхор (здесь выделяется дача с мавританским куполом, называемая Дюльберчик)». Дачу Дюльберчик снесли на рубеже 1970—1980-х годов при строительстве 16-этажного здания 11-го корпуса санатория «Ай-Петри».